# كنيسة القديس إلياس الحي
كنيسة القديس الياس الحي هي كنيسة لطائفة الروم الأرثوذكس في دمشق بسورية تقع في حي الطبالة قرب مدخل حي الدويلعة, بنيت عام 1990م. وهي عبارة دير يضم كنيسة ومدرسة رهبانية وقاعات للزوار عديدة، الاسم على المدخل الخارجي «دير النبي إلياس St. Elias monastery» الذي يضم كنيسة وقاعات وغرفاً للسواح والطالبات وملحقات.

## وصف الكنيسة
كنيسة حديثة معاصرة البناء تتألف من كتل معمارية متراكبة متداخلة بأناقة وجمال كلوحة تكعيبية تتدخل في تشكيلاتها مساحات نجريدية. وجهة الكنيسة شطر الشرق. لها ثلاث أبواب خشبية, أكبرها الرئيسي من الغرب, وجانبيان. عند دخولك تقابلك في المقدمة إيقونتان محمولتان على قاعدتين خشبيتين : واحدة للسيد والأخرى للسيدة. أرضية الكنيسة رخامية مفروشة بكراسي خشبية حديثة أنيقة، إضافة للملحقات من غرف وقاعات وغيرها.

## تاريخها
في 22 يونيو 2025، تعرضت الكنيسة لهجوم إرهابي بحزام ناسف مما أدى إلى مقتل أكثر من 20 شخصاً وإصابة يزيد عن خمسين شخص.